# Лежани
Лежани (пол. Łężany) — село у Польщі, у гміні Мейсце-П'ястове Кросненського повіту Підкарпатського воєводства.
Населення — 1733 особи (2011).
Село розташоване над джерелом Бадонь, притокою річки Ольшини. Населений пункт лежить у низовині з довколишніми висотами на рівні 275—290 метрів над рівнем моря.
Через село пролягає автотраса з Ряшева до кордону зі Словаччиною за селом Барвінок.

## Історія
Населений пункт мав зручне розташування — через нього пролягав торговий шлях з Київської Русі на Угорщину.
Територія села деякий час входила до Київської Русі та Галицько-Волинської держави.
Відомо, що населений пункт мав магдебурзьке право, входив до королівської власності. Перша друкована згадка датована 1427 роком.
У 1400-х роках село належало сяноцькому старості Петрові Смоліцькому (Piotr Smolicki), а з кінця XVI і в XVII столітті Лежани були власністю родини Сененських. Наступними власниками Лежан стала династія Голашевських.
Новий подих у життя села дало прокладання залізниці через сусідні Тарговиська. Через населений пункт 1849-го маршем проходили російські війська, а у 1831 і 1873 роках село потерпало від епідемії холери.
На початку ХХ століття усі хати були дерев'яними і через постійні пожежі 1907 року в Лежанах жителі започаткували пожежний відділ, що підлягав крайовому зв'язку пожежної охорони з осередком у Львові.
У міжвоєнні роки в селі проводилися пошуки нафти, тут працювала копальня «Szczęść Boże». Сьогодні у селі залишилось вкрай мало давньої забудови, проте ще є сліди давньої нафтової копальні.
Під час Другої світової війни від бойових дій постраждало село: 1944 року село при відступі обстрілювали німці з місцевості під назвою Вапниська (Wapniska), через це виникла пожежа у чотирьох хатах. Протягом чотирьох годин з допомогою пожежників із Тарговиськ вогонь вдалось ліквідувати. Згодом того ж року виникало ще дві пожежі через німців: одного разу горіли шість житлових будинків, а іншого — згоріла стара школа.
Згодом велика пожежа у Лежанах була 1961 року, тоді у частині села під назвою «На долі» згоріло 6 будинків. Наступного року в селі встановлено два водозбірники, один з них «На долі» (16 000 злотих), а другий — «На гірці» (70 000 злотих).
У 1975—1998 роках село належало до Кросненського воєводства.

## Демографія
Демографічна структура станом на 31 березня 2011 року:
|          | Загалом | Допрацездатний вік | Працездатний вік | Постпрацездатний вік |
| -------- | ------- | ------------------ | ---------------- | -------------------- |
| Чоловіки | 864     | 197                | 574              | 93                   |
| Жінки    | 869     | 178                | 532              | 159                  |
| Разом    | 1733    | 375                | 1106             | 252                  |

## Пам'ятки
У селі є костел Матері Божої Ченстохової, споруджений у 1980-х роках.

Також є декілька давніх каплиць, а ще давній пам'ятник «Хрест Костюшка», що є символом волелюбності поляків. На хресті зображений розіп'ятий Ісус, нижче — Ченстоховська Богоматір, у самому низу — напис «На хвалу Богу». З лівого боку хреста є польський герб і дати поділу Речі Посполитої, а з правого — вирізьблене зображення Тадеуша Костюшка в краківській шапці з павиним пір'ям. Під різьбою напис: «Тадеушеві Костюшку». За легендою, місцеві селяни 1794 року після поразки повстання поховали під цим хрестом коси.